# Romulea maroccana
Romulea maroccana är en irisväxtart som beskrevs av Augusto Béguinot. Romulea maroccana ingår i släktet Romulea och familjen irisväxter. Inga underarter finns listade i Catalogue of Life.